# Fàbrica de la Llum
La Fàbrica de la Llum és una obra de Berga protegida com a Bé Cultural d'Interès Local.

## Descripció
És un edifici de clares línies fabrils. Antigament, però, la façana de migdia semblava més aviat la d'una antiga casa pairal. Actualment, dos transformadors l'han desfigurat considerablement. La resta de la nau acull una turbina i altres aparells necessaris per la producció d'energia elèctrica. Els finestrals que es disposen al voltant de la nau són típics de les construccions industrials. L'edifici és situat al costat del canal industrial de Berga i n'aprofita l'aigua gràcies a una petita desviació que dona lloc a un salt d'aigua d'uns 13 metres d'alçada. Un dels elements més emblemàtics de la construcció és una vella xemeneia de vapor de més d'una vintena de metres d'alçada.

## Història
Es posa en funcionament el 1901. El projecte fou finançat per la companyia Bergadana de Electricidad i l'Ajuntament de Berga. Inicialment donava subministrament elèctric a Berga i posteriorment a altres llocs.